# Postdženderizam
Postdženderizam (eng. Postgenderism) je naziv za promišljanja i zalaganja da se u skoroj budućnosti primjenom tehnologije redizajnira ljudski rod na način da se dokinu razlike između muškog i ženskog spola.
Pojedini autori povezuju promišljanja na kakva upućuje filozofkinja i queer teoretičarka Judith Butler s mogućnostima koje otvara tehnologija. S obzirom na to da ti autori – nasljedujući misao Judith Butler i njenih istomišljenika (čiji idejni protivnici nazivaju te ideje »rodna ideologija«) smatraju da je podjela na muški i ženski spol neprihvatljiva i da je glavni izvor nesreće ljudske vrste, oni se zalažu za takve zahvate koji će omogućiti svakoj ljudskoj jedinci da bude »otac« djetetu i da iznese trudnoću kao »majka«; također da ostvaruje veću psihološku i biološku »fluidnost« koji će im omogućavati »istraživanje« kako ženskih tako i muških »aspekata osobnosti«. Uvriježilo se takva zalaganja nazivati "postdženderizam" (eng. "Postgenderism").
Rani izraz ovih promišljanja objavila je 1985. godine Donna Haraway (profesorica na Feminističkim studijima kod University of California, Santa Cruz, SAD) pod naslovom A Cyborg Manifesto. Donna Haraway u tom svojem radu – kojega je poslije više puta dotjerivala – iznosi mišljenje da čovjek treba postati kiborg, koji neće »patiti« u konceptu zajedništva koji polazi od organske obitelji, i koji će oslobođen od te stvarnosti moći naći put u svojevrsni »rajski vrt« apsolutne sreće.